# Ardisia ixorifolia
Ardisia ixorifolia är en viveväxtart som beskrevs av Pitard. Ardisia ixorifolia ingår i släktet Ardisia och familjen viveväxter. Inga underarter finns listade i Catalogue of Life.